# Andy Rose
Andy Rose (Melbourne, 13 febbraio 1990) è un ex calciatore australiano, di ruolo centrocampista.

## Statistiche

### Presenze e reti nei club
| Stagione                     | Squadra                      | Campionato                   | Campionato | Campionato | Coppe nazionali | Coppe nazionali | Coppe nazionali | Coppe continentali | Coppe continentali | Coppe continentali | Altre coppe | Altre coppe | Altre coppe | Totale | Totale |
| Stagione                     | Squadra                      | Comp                         | Pres       | Reti       | Comp            | Pres            | Reti            | Comp               | Pres               | Reti               | Comp        | Pres        | Reti        | Pres   | Reti   |
| ---------------------------- | ---------------------------- | ---------------------------- | ---------- | ---------- | --------------- | --------------- | --------------- | ------------------ | ------------------ | ------------------ | ----------- | ----------- | ----------- | ------ | ------ |
| 2010                         | Ventura County Fusion        | USL PDL                      | 12         | 4          | -               | -               | -               | -                  | -                  | -                  | -           | -           | -           | 12     | 4      |
| 2011                         | Ventura County Fusion        | USL PDL                      | 6          | 4          | -               | -               | -               | -                  | -                  | -                  | -           | -           | -           | 6      | 4      |
| Totale Ventura County Fusion | Totale Ventura County Fusion | Totale Ventura County Fusion | 18         | 8          |                 | -               | -               |                    | -                  | -                  |             | -           | -           | 18     | 8      |
| 2012                         | Seattle Sounders             | MLS                          | 23+2       | 1+0        | USOC            | 5               | 2               | CCL                | 5                  | 1                  | -           | -           | -           | 35     | 4      |
| 2013                         | Seattle Sounders             | MLS                          | 18+1       | 1+0        | USOC            | 1               | 0               | -                  | -                  | -                  | -           | -           | -           | 20     | 1      |
| 2014                         | Seattle Sounders             | MLS                          | 17+2       | 3+0        | USOC            | 2               | 2               | -                  | -                  | -                  | -           | -           | -           | 21     | 5      |
| 2015                         | Seattle Sounders             | MLS                          | 25+3       | 0+0        | USOC            | 1               | 0               | CCL                | 2                  | 0                  | -           | -           | -           | 31     | 0      |
| Totale Seattle Sounders      | Totale Seattle Sounders      | Totale Seattle Sounders      | 91         | 5          |                 | 9               | 4               |                    | 7                  | 1                  |             | -           | -           | 107    | 10     |
| gen-giu. 2016                | Coventry City                | FL1                          | 12         | 2          | -               | -               | -               | -                  | -                  | -                  | -           | -           | -           | 12     | 2      |
| 2016-2017                    | Coventry City                | FL1                          | 21         | 2          | FACup+CdL       | 2+1             | 0+1             | -                  | -                  | -                  | FLT         | 4           | 0           | 28     | 3      |
| Totale Coventry City         | Totale Coventry City         | Totale Coventry City         | 33         | 4          |                 | 3               | 1               |                    | -                  | -                  |             | 4           | 0           | 40     | 5      |
| Totale carriera              | Totale carriera              | Totale carriera              | 142        | 17         |                 | 12              | 5               |                    | 7                  | 1                  |             | 4           | 0           | 165    | 23     |

## Palmarès

### Club

#### Competizioni nazionali
- U.S. Open Cup: 1

Seattle Sounders FC: 2014
- MLS Supporters' Shield: 1

Seattle Sounders FC: 2014
- Football League Trophy: 1

Coventry City: 2016-2017